# Parachironomus farinosus
Parachironomus farinosus är en tvåvingeart som först beskrevs av Jean-Jacques Kieffer 1926.  Parachironomus farinosus ingår i släktet Parachironomus och familjen fjädermyggor. Inga underarter finns listade i Catalogue of Life.